# Bucy-Saint-Liphard
Bucy-Saint-Liphard és un municipi francès, situat al departament del Loiret i a la regió de Centre – Vall del Loira. L'any 2007 tenia 209 habitants.

## Demografia

### Població
El 2007 la població de fet de Bucy-Saint-Liphard era de 209 persones. Hi havia 88 famílies, de les quals 16 eren unipersonals (8 homes vivint sols i 8 dones vivint soles), 40 parelles sense fills i 32 parelles amb fills.
La població ha evolucionat segons el següent gràfic:
Habitants censats

### Habitatges
El 2007 hi havia 100 habitatges, 88 eren l'habitatge principal de la família, 7 eren segones residències i 5 estaven desocupats. 99 eren cases i 1 era un apartament. Dels 88 habitatges principals, 73 estaven ocupats pels seus propietaris, 13 estaven llogats i ocupats pels llogaters i 2 estaven cedits a títol gratuït; 3 tenien dues cambres, 9 en tenien tres, 26 en tenien quatre i 50 en tenien cinc o més. 73 habitatges disposaven pel capbaix d'una plaça de pàrquing. A 30 habitatges hi havia un automòbil i a 57 n'hi havia dos o més.

### Piràmide de població
La piràmide de població per edats i sexe el 2009 era:
| Homes | Edats   | Dones |
| ----- | ------- | ----- |
| 0     | 95 o +  | 0     |
| 0     | 90 a 94 | 1     |
| 1     | 85 a 89 | 3     |
| 0     | 80 a 84 | 0     |
| 3     | 75 a 79 | 3     |
| 4     | 70 a 74 | 3     |
| 4     | 65 a 69 | 7     |
| 9     | 60 a 64 | 2     |
| 10    | 55 a 59 | 7     |
| 9     | 50 a 54 | 14    |
| 9     | 45 a 49 | 11    |
| 10    | 40 a 44 | 4     |
| 11    | 35 a 39 | 8     |
| 8     | 30 a 34 | 8     |
| 1     | 25 a 29 | 9     |
| 7     | 20 a 24 | 3     |
| 7     | 15 a 19 | 6     |
| 8     | 10 a 14 | 8     |
| 3     | 5 a 9   | 8     |
| 4     | 0 a 4   | 4     |

## Economia
El 2007 la població en edat de treballar era de 151 persones, 115 eren actives i 36 eren inactives. De les 115 persones actives 108 estaven ocupades (57 homes i 51 dones) i 7 estaven aturades (1 home i 6 dones). De les 36 persones inactives 20 estaven jubilades, 9 estaven estudiant i 7 estaven classificades com a «altres inactius».

### Ingressos
El 2009 a Bucy-Saint-Liphard hi havia 87 unitats fiscals que integraven 214 persones, la mediana anual d'ingressos fiscals per persona era de 20.041 €.

### Activitats econòmiques
Dels 9 establiments que hi havia el 2007, 1 era d'una empresa de fabricació d'altres productes industrials, 3 d'empreses de construcció, 2 d'empreses de comerç i reparació d'automòbils, 1 d'una empresa d'hostatgeria i restauració, 1 d'una empresa d'informació i comunicació i 1 d'una entitat de l'administració pública.
Dels 5 establiments de servei als particulars que hi havia el 2009, 1 era un taller de reparació d'automòbils i de material agrícola, 1 fusteria, 2 lampisteries i 1 restaurant.
L'any 2000 a Bucy-Saint-Liphard hi havia 8 explotacions agrícoles que ocupaven un total de 392 hectàrees.

## Poblacions més properes
El següent diagrama mostra les poblacions més properes.